# بن گودلیف
بن گودلیف (انگلیسی: Ben Goodliffe؛ زادهٔ ۲۱ ژوئیهٔ ۱۹۹۹) بازیکن فوتبال است.
وی همچنین در تیم ملی فوتبال England Colleges بازی کرده‌است.